# Hellas Verona F.C.
Hellas Verona Football Club, Hellas Verona ali na kratko Verona je italijanski nogometni klub iz mesta Verona. Ustanovljen je bil leta 1903 in trenutno igra v Serie A, 1. italijanski nogometni ligi.
Z domačih tekmovanj ima Hellas Verona 1 naslov državnega prvaka (1984/85), 3 naslove prvaka 2. italijanske lige (1956/57, 1981/82, 1998/99) ter 3 naslove podprvaka italijanskega pokala (1976, 1983, 1984). V evropskih tekmovanjih pa je vidnejši uspeh Verone uvrstitev v drugi krog Lige prvakov (takrat Evropskega pokala), kjer pa je bil boljši Juventus (0-0, 0-2).
Domači stadion Verone je Stadio Marcantonio Bentegodi, ki sprejme 39,371 gledalcev. Barvi dresov sta modra in rumena. Nadimki nogometašev so I Gialloblu ("Rumenomodri"), I Mastini ("Mastifi") in Gli Scaligeri ("Skaligerji" - po priimku de Scala veronskih vladarjev).